# G3ライヴ
『G3ライヴ』（原題：G3 - Live in Concert）は、アメリカ合衆国のギタリスト、ジョー・サトリアーニ、エリック・ジョンソン、スティーヴ・ヴァイが連名で1996年に録音・1997年に発表したライブ・アルバム。

## 背景
サトリアーニが企画し、ジョンソンとヴァイを迎えたパッケージ・ツアー「G3」の模様を収録した作品である。ツアー自体は、1996年10月11日から11月2日にかけて合計17公演が行われ、一部の公演にはケニー・ウェイン・シェパードもゲスト参加した。実際のツアーでは、CDの曲順とは異なりヴァイ、ジョンソン、サトリアーニの順に出演した。
各公演とも、3人全員が集まっての「ゴーイング・ダウン」（フレディ・キングやジェフ・ベックの演奏で知られる曲のカヴァー）、「マイ・ギター・ウォンツ・トゥ・キル・ユア・ママ」（フランク・ザッパのカヴァー）、「レッド・ハウス」（ジミ・ヘンドリックスのカヴァー）のジャムがフィーチャーされており、本作では、これら3曲はいずれも11月1日のシカゴ公演の録音が使用された。
同時期に発売された映像作品は、11月2日のミネアポリス公演の模様を収録しており、ジョンソンのパートはCDと異なり「イントロ・ソング」、「マンハッタン」、「SRV」の3曲が選ばれた。

## 反響・評価
3名の母国アメリカのBillboard 200では、最高108位を記録した。一方、フランスのアルバム・チャートでは初登場20位となり、3週連続でトップ50入りするヒットとなった。
Heather Pharesはオールミュージックにおいて5点満点中3点を付け「初共演を果たしたスーパースター・ギタリスト達が、サトリアーニの"Flying in a Blue Dream"、ジョンソンの"Zap"、ヴァイの"The Attitude Song"を含む個々の代表曲を演奏している」「3人がフィナーレで演奏した3曲"Going Down"、"My Guitar Wants to Kill Your Mama"、"Red House"では、テクニック、演出力、友情が一体となって精力的かつ面白味のあるパフォーマンスに結実しており、彼らのファン全員が楽しめるだろう」と評している。また、『CDジャーナル』のミニ・レビューでは「ヴァイのド派手なロック奏法、サトリアーニとジョンソンのエモーショナルなプレイを各フィーチャー。ただ、結構単調なので通しで聴くと少々辛い」と評されている。

## 収録曲

### ジョー・サトリアーニ
1. クール#9 - Cool №9 (Joe Satriani) - 6:46
2. フライング・イン・ア・ブルー・ドリーム - Flying in a Blue Dream (J. Satriani) - 5:59
3. サマー・ソング - Summer Song (J. Satriani) - 6:29

### エリック・ジョンソン
1. ザップ - Zap (Eric Johnson) - 6:06
2. マンハッタン - Manhattan (E. Johnson) - 5:16
3. キャメルズ・ナイト・アウト - Camel's Night Out (Kyle Brock, Mark Younger-Smith) - 5:56

### スティーヴ・ヴァイ
1. アンサーズ - Answers (Steve Vai) - 6:58
2. ラヴ・オブ・ザ・ゴッド - For the Love of God (S. Vai) - 7:46
3. アティテュード・ソング - The Attitude Song (S. Vai) - 5:15

### ジョー・サトリアーニ、エリック・ジョンソン、スティーヴ・ヴァイ
1. ゴーイング・ダウン - Going Down (Don Nix) - 5:47
2. マイ・ギター・ウォンツ・トゥ・キル・ユア・ママ - My Guitar Wants to Kill Your Mama (Frank Zappa) - 5:21
3. レッド・ハウス - Red House (Jimi Hendrix) - 9:12

## 参加ミュージシャン
- ジョー・サトリアーニ - ギター(on #1 - #3, #10 - #12)、ボーカル(on #10)
- スチュアート・ハム - ベース(on #1 - #3, #10 - #12)
- ジェフ・キャンピテリ - ドラムス(on #1 - #3, #10 - #12)
- エリック・ジョンソン - ギター(on #4 - #6, #10 - #12)、ボーカル(on #12)
- スティーヴン・バーバー - キーボード(on #4 - #6)
- ロスコー・ベック - ベース(on #4 - #6)
- ブラネン・テンプル - ドラムス(on #4 - #6)
- スティーヴ・ヴァイ - ギター(on #7 - #12)
- マイク・ケネリー - ギター(on #7 - #9)、キーボード(on #7 - #9)、ボーカル(on #11)
- フィリップ・バイノ - ベース(on #7 - #9)
- マイク・マンジーニ - ドラムス(on #7 - #9)